# Josef Hušbauer
Josef Hušbauer (* 16. března 1990 Hradištko) je český profesionální fotbalista, který hraje na pozici záložníka za český klub FK Příbram. Mezi lety 2012 a 2019 odehrál také 21 utkání v dresu české reprezentace, ve kterých vstřelil 1 branku.
Mimo ČR působil také na klubové úrovni v Itálii, v Německu a na Kypru. Je dvojnásobným vítězem české ligy i poháru.
Je nejlepším střelcem Gambrinus ligy 2013/14, kdy jako záložník nastřílel 18 gólů a předčil tak všechny ligové útočníky. V květnu 2014 získal v anketě KSN ČR ocenění nejlepší záložník Gambrinus ligy 2013/14. Získal také ocenění „Hráč měsíce Gambrinus ligy“ za květen 2014 v anketě Ligové fotbalové asociace (LFA). Stal se i nejlepším hráčem sezóny 2013/14 v anketě LFA.

## Klubová kariéra
Rodák z obce Hradištko u Prahy Josef Hušbauer působil ve Spartě až do roku 2007, poté zamířil do dorostu Jihlavy. První ligu si zahrál za Žižkov a Příbram.
V létě 2010 přestoupil do Baníku Ostrava.

### AC Sparta Praha
V srpnu 2011 se vrátil do Sparty Praha.

#### Sezóna 2012/13
V základní skupině I Evropské ligy 2012/13 byla Sparta Praha přilosována k týmům Olympique Lyon (Francie), Ironi Kirjat Šmona (Izrael) a Athletic Bilbao (Španělsko). V prvním utkání Sparty 20. září 2012 proti domácímu Lyonu odehrál Hušbauer kompletní počet minut, pražský klub podlehl soupeři 1:2. 4. října 2012 vstřelil v Evropské lize 2012/13 z pokutového kopu třetí gól Sparty (v 56. minutě) proti španělskému klubu Athletic Bilbao, finalistovi soutěže z minulého ročníku 2011/12. Domácí Sparta Praha zvítězila 3:1 a připsala si první 3 body do tabulky základní skupiny I. 25. října 2012 hrál v zápase s izraelským týmem Ironi Kirjat Šmona až do závěrečného hvizdu. Sparta Praha si připsala další tři body za výhru 3:1, s celkovými 6 si upevnila druhé místo v tabulce základní skupiny za Lyonem. 8. listopadu 2012 v odvetě s Ironi Kirjat Šmonou v Izraeli (hrálo se na stadionu v Haifě) nastoupil v základní sestavě a byl u remízy 1:1. 22. listopadu nastoupil v základní sestavě do domácího zápasu s Lyonem, který skončil remízou 1:1. Hušbauer vyrovnával v 53. minutě po přihrávce Tomáše Přikryla. Tento výsledek posunul Spartu Praha již před posledními zápasy základní skupiny do jarní vyřazovací části Evropské ligy z druhého místa (první místo si zároveň zajistil Lyon). Poslední zápas základní skupiny I proti Bilbau absolvoval v základní sestavě 6. prosince 2012, díky remíze 0:0 pražský celek získal ve skupině celkem 9 bodů. Do jarního šestnáctifinále byl Spartě přilosován anglický velkoklub Chelsea FC, Hušbauer nastoupil 14. února 2013 v Praze v základní sestavě, pražský celek podlehl doma soupeři 0:1 gólem mladého brazilského fotbalisty Oscara.
22. května 2013 se v zápase proti domácí Zbrojovce Brno jednou střelecky prosadil, ale pouze korigoval skóre. Sparta prohrála 2:3 a dvě kola před koncem ztrácela na vedoucí Plzeň 5 bodů. 26. května 2013 v předposledním ligovém kole přispěl gólem k výhře 3:0 nad Teplicemi.

#### Sezóna 2013/14
Na začátku sezóny se dostal do výborné formy. 31. srpna 2013 vstřelil dva góly proti hostujícímu týmu FC Baník Ostrava, první docílil hlavou a druhý krásnou střelou zdálky. Zápas skončil 4:1 pro Spartu. V sezóně 2013/14 slavil se Spartou Praha zisk ligového titulu již ve 27. kole 4. května 2014. Také bojoval (jako záložník!) o korunu krále střelců, zdatným konkurentem mu byl klubový spoluhráč David Lafata. 17. května 2014 získal se Spartou double po výhře 8:7 v penaltovém rozstřelu ve finále Poháru České pošty proti Viktorii Plzeň. Nejenže svůj pokus proměnil, ale v zápase skóroval i z nařízené penalty v nastaveném čase (90+5´) za ruku ve vápně Milana Petržely, což znamenalo srovnání na 1:1. Po skončení sezony se stal s 18 góly nejlepším ligovým kanonýrem.

#### Sezóna 2014/15
18. září 2014 v prvním utkání základní skupiny I Evropské ligy 2014/15 proti italskému týmu SSC Neapol (porážka 1:3) otevíral střelou k tyči skóre střetnutí. V ligové sezoně 2014/15 se potýkal se zraněními a kolísavou formou. V podzimní části ročníku měl bilanci 9 zápasů a 3 góly.

### Cagliari Calcio (hostování)
V lednu 2015 ho Sparta pustila na hostování s opcí na přestup do italského prvoligového klubu Cagliari Calcio, který o hráče jevil zájem již v létě 2014. Debut zažil 14. ledna v osmifinále italského poháru Coppa Italia proti týmu Parma FC (porážka 1:2). Trenér Gianfranco Zola jej po prvním poločase stáhl ze hřiště. V Cagliari další výraznou šanci nedostal a z toho důvodu se v červnu 2015 vrátil do Sparty.

### SK Slavia Praha

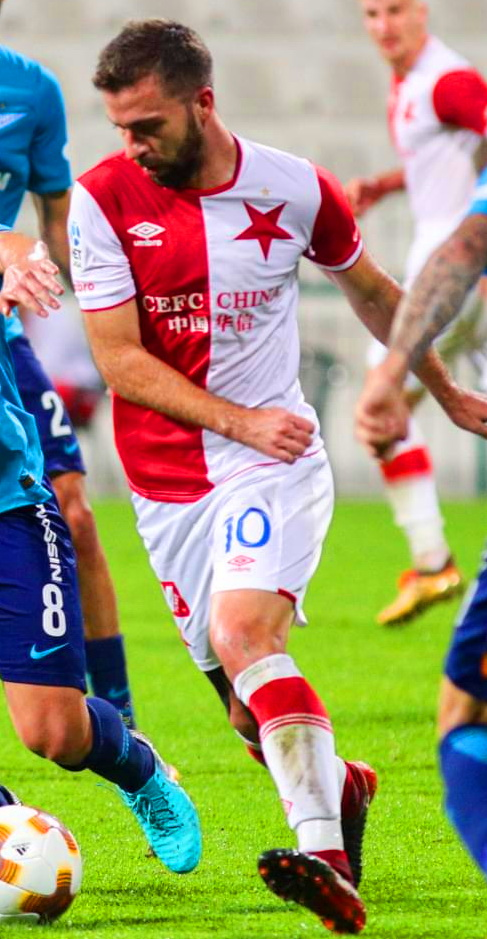
V dresu Slavie Praha

Dne 16. prosince 2015 podepsal smlouvu platnou od 1. ledna 2016 až do 30. června 2019 s největším rivalem Sparty SK Slavia Praha. Zde vstřelil svůj první gól 9. ledna v prvním přípravném utkání proti FC Graffin Vlašim (výhra 4:0). Skóroval z pokutového kopu.
Téměř okamžitě po přestupu se zařadil mezi klubové opory. V sezóně 2016/17 získal se Slavií titul mistra nejvyšší české soutěže. V následujícím ročníku obsadil s týmem stříbrnou pozici v lize, zahrál si základní skupinu Evropské ligy a podruhé v kariéře zvítězil v českém poháru. Titul se Slavií získal i v roce 2019, ve kterém s týmem obhájil i vítězství v národním poháru. Následně získává i národní superpohár a se Slavií hraje Ligu mistrů. Slavia v dané sezóně získává další ligový titul a protože Hušbauer odehrál podzimní část, byl titul přičten i jemu.

### SG Dynamo Drážďany (hostování)
14. ledna 2020 kluby informovaly na svých webech o tom, že český záložník odchází na půlroční hostování s opcí do německého Dynama Drážďany.

## Reprezentační kariéra

### Mládežnické reprezentace
Hušbauer nastupoval za české reprezentační výběry v kategoriích od 16 let.
Zúčastnil se kvalifikace na Mistrovství Evropy hráčů do 21 let 2013 konané v Izraeli, kde Česká republika obsadila s 20 body první místo v konečné tabulce skupiny 3. Skóroval 10. srpna 2011 proti Andoře (výhra 8:0). ČR se na závěrečný šampionát neprobojovala přes baráž, v níž vypadla po prohře 0:2 doma a remíze 2:2 venku s Ruskem.

### A-mužstvo
Trenér Michal Bílek jej nominoval do českého národního mužstva pro přátelský zápas s domácí Ukrajinou, v němž si připsal 15. srpna 2012 svůj debut za národní A-tým (šel na hřiště v 83. minutě). ČR remizovala v Areně Lviv se soupeřem 0:0. První reprezentační branku na seniorské úrovní dal v přátelském utkání s Finskem, které se odehrálo 21. května 2014 v Helsinkách (remíza 2:2).

### Reprezentační zápasy a góly
Zápasy Josefa Hušbauera v A-týmu české reprezentace
| 2012                 | 2  | 0 |
| 2013                 | 4  | 0 |
| 2014                 | 3  | 1 |
| 2015                 | 0  | 0 |
| 2016                 | 0  | 0 |
| 2017                 | 5  | 0 |
| 2018                 | 4  | 0 |
| 2019                 | 3  | 0 |
| Celkem               | 21 | 1 |
| Platí k 17. 11. 2019 |    |   |

Góly Josefa Hušbauera v české reprezentaci do 21 let 
| Gól | Datum       | Stadion                        | Soupeř  | Skóre (min.) | Výsledek | Soutěž                      |
| --- | ----------- | ------------------------------ | ------- | ------------ | -------- | --------------------------- |
| 010 | 10. 8. 2011 | Městský stadion Mladá Boleslav | Andorra | 08:0 0(90.)  | 8:0      | kvalifikace na ME „21“ 2013 |

Góly Josefa Hušbauera v A-týmu české reprezentace 
| 010                | 21. 5. 2014 | Olympijský stadion, Helsinky, Finsko | Finsko | 02:20(36.) | 2:2 | přátelský zápas |
| Platí k 1. 1. 2021 |             |                                      |        |            |     |                 |